# توماس ماكدونالد
توماس ماكدونالد (27 ديسمبر 1908 في المملكة المتحدة - 23 مارس 1998 في المملكة المتحدة) (بالإنجليزية: Thomas MacDonald)‏ هو لاعب كريكت بريطاني وبريطاني (وحمل سابقاً جنسية المملكة المتحدة لبريطانيا العظمى وأيرلندا). شارك مع منتخب أيرلندا للكريكت. أما مع النوادي، فقد لعب مع Lincolnshire County Cricket Club ‏ ونادي جامعة كامبريدج للكريكيت ‏.

## وصلات خارجية
- توماس ماكدونالد على موقع إي آس بي آن كريك إنفو (الإنجليزية)